# Saison 4 de That '70s Show
Chronologie
Saison 3 de That '70s Show Saison 5 de That '70s Show
Cet article présente le guide des épisodes de la quatrième saison de la série télévisée That '70s Show.

## Distribution
Sont crédités du statut d'acteurs principaux pour cette saison :
- Topher Grace (VF : Maël Davan-Soulas) (Eric Forman)
- Mila Kunis (VF : Sarah Marot) (Jackie Burkhart)
- Ashton Kutcher (VF : Tony Marot) (Michael Kelso)
- Danny Masterson (VF : Pascal Grull) (Steven Hyde)
- Laura Prepon (VF : Vanina Pradier) (Donna Pinciotti)
- Wilmer Valderrama (VF : Paolo Domingo) (Fez)
- Debra Jo Rupp (VF : Dany Laurent) (Kitty Forman)
- Kurtwood Smith (VF : Serge Blumenthal) (Red Forman)
- Tanya Roberts (VF : Annie Le Youdec) (Midge Pinciotti)
- Don Stark (VF : Paul Borne) (Bob Pinciotti)
- Tommy Chong (VF : Bernard Métraux) (Leo Chingkwake)

- Des acteurs invités se joignent à la distribution de chaque épisode, de manière plus ou moins récurrente.

## Épisodes
| Numéros | Titres                                         | Scénariste(s)               | Réalisateur(s)               | Diffusion américaine | Diffusion française | Production |
| --- | ---------------------------------------------- | --------------------------- | ---------------------------- | -------------------- | ------------------- | ---------- |
| 77 (4-01) | L'Ange d'Éric It's a Wonderful Life            | Linda Wallem & Garry Bormet | David Trainer & Brad Lachman | 25 septembre 2001    | sur Jimmy           | 327        |
| Seul dans son lit, Éric repense à sa récente rupture avec Donna. Il souhaite alors ne jamais l'avoir embrassée. Un ange gardien (joué par Wayne Knight) lui fait traverser une réalité parallèle dans laquelle cet événement ne s'est jamais déroulé. Dans cet univers, Donna est en couple avec Hyde qu'elle épouse. Elle doit élever seule trois enfants, puisque Hyde se retrouve en prison. Kelso sort désormais avec Pam Messy (qui apparaît pour la dernière fois) puisque personne n'a pu accompagner Jackie au bal de promotion. Devenue hôtesse de l'air, Jackie n'a jamais revu Kelso, devenu journaliste. Sans l'aide de Hyde, Fez se fait constamment frapper par les brutes du lycée, tandis qu'Eric sort avec Rhonda, femme au physique disgracieux, qui le quitte un peu plus tard. Il reste l'esclave de Red qui l'humilie devant tout le monde et doit supporter son petit frère Jake (enfant que Red et Kitty ont finalement réussi à avoir). Il devient vendeur de matelas d'eau et embauche Kelso qui se fait renvoyer pour état d'ébriété. Dans un premier temps, Eric se dit qu'il a pris la meilleure décision de sa vie mais finit par reconsidérer son choix. Note : Le titre original et la trame de cet épisode parodient le film La vie est belle de Frank Capra où un banquier voit comment ses concitoyens auraient évolué sans lui. Cynthia Lamontagne apparaît pour la première fois (sur six) dans le rôle de Rhonda. Don Stark n'apparaît pas dans cet épisode. De nouveaux changements de générique ont lieu pour la troisième fois dans la série. Ces changements suppriment Tanya Roberts et ajoutent à sa place Tommy Chong, bien qu'il n'apparaisse pas dans cet épisode. |                                                |                             |                              |                      |                     |            |
| 78 (4-02) | Éric déprime Eric's Depression                 |                             | David Trainer                | 26 septembre 2001    | sur Jimmy           | 328        |
| Eric ne parvient pas à se remettre de sa séparation avec Donna. Étant donné que Kitty est incapable de lui remonter le moral, Red décide d'intervenir en faisant travailler son fils très dur mais Bob use de la même tactique envers Donna. Voyant qu'Eric est malheureux, Red se remémore son premier échec sentimental. Le reste de la bande se rend dans un parc d'attraction et Kelso se perd. Notes : Tommy Chong n'apparaît pas dans cet épisode. Cole Sprouse et Dylan Sprouse tiennent les rôles de jumeaux imitateurs. Quand Red se souvient de sa première rupture, on peut voir qu'il portait l'uniforme à cette époque. Trois épisodes plus tôt, le téléspectateur apprenait que Red avait rencontré Kitty pendant la Guerre, ce qui crée ici un problème puisque Red avoue qu'il s'est passé beaucoup de temps avant qu'il ne se remette de sa séparation. |                                                |                             |                              |                      |                     |            |
| 79 (4-03) | La Guerre des nerfs Pinciotti vs. Forman       |                             | David Trainer                | 2 octobre 2001       | sur Jimmy           | 326        |
| Donna vient rapporter à Eric des vieilles affaires qu'il avait laissées chez elle. Mais il lui interdit l'accès à son sous-sol. Donna riposte en installant la télévision câblée chez elle. Fou de rage, Eric demande à Bob de raconter des histoires insipides à ses amis afin qu'ils reviennent chez lui. Durant tout l'épisode, Eric et Donna ne cessent de se battre pour garder leurs amis bien que cela leur soit inutile. Pendant ce temps, Kitty est ravie que le pasteur Dave accepte de devenir l'ami de Red, mais la journée qu'ils passent diffère de celle qu'elle imaginait. Notes : Tommy Chong n'apparaît pas dans cet épisode. Eric et Donna jouent aux parents divorcés qui tentent d'obtenir la garde de leurs enfants. À un moment, Eric dit même : "bienvenue à la maison, les enfants". |                                                |                             |                              |                      |                     |            |
| 80 (4-04) | L'amour est un enfer Hyde Gets The Girl        |                             | David Trainer                | 9 octobre 2001       | sur Jimmy           | 329        |
| Fatigués de voir Hyde se comporter de manière désagréable chaque fois qu'ils mentionnent une fille dans la conversation, Eric et Fez lui organisent clandestinement une fête dans le but de lui trouver une petite amie. Durant la soirée, Fez s'entiche de Rhonda et s'enivre. Red lui prodigue des conseils. D'autres filles essayent de draguer Eric, mais celui-ci ne parvient pas à oublier Donna. Hyde tombe amoureux d'une collègue de cette dernière. Pendant ce temps, Kelso, Bob et deux autres concurrents participent à un jeu où le premier qui retire sa main de la fourgonnette perd. Bob et un des deux concurrents perdent, et Kelso se retrouve face au second, qui a toujours remporté les tournois auxquels il a participé. L'arrivée inopinée de Jackie permet à Kelso de remporter le van. Note : Tommy Chong n'apparaît pas dans cet épisode. |                                                |                             |                              |                      |                     |            |
| 81 (4-05) | Le Sous-sol d'Éric Bye-Bye Basement            |                             | David Trainer                | 16 octobre 2001      | sur Jimmy           | 402        |
| Hyde ré-emménage chez les Forman après que ses parents se soient remis ensemble. Le couple de Jackie et de Kelso fait réaliser à Donna quelque chose sur son ancienne histoire avec Eric. Kitty embauche Léo et son cousin Théo afin qu'ils rénovent le sous-sol mais ils se contentent de déplacer les meubles de quelques centimètres. Fez prend des cours de danse afin de rencontrer des filles mais celles-ci le considèrent comme un ami seulement. Note : Don Stark n'apparaît pas dans cet épisode. |                                                |                             |                              |                      |                     |            |
| 82 (4-06) | La Rechute The Relapse                         |                             | David Trainer                | 6 novembre 2001      | sur Jimmy           | 401        |
| Kitty apprend à Eric et à Red que Donna et Bob se consolent comme ils le peuvent du récent départ de Midge vers la Californie. Red tente d'expliquer à son voisin que sa femme ne reviendra pas, mais celui-ci s'obstine à garder les yeux fermés. Donna cherche du soutien de la part d'Eric et ce dernier pense qu'il s'est remis avec elle. Parallèlement, Kelso, Hyde et Fez décident de draguer des femmes plus âgées dans un supermarché. Note : Tommy Chong n'apparaît pas dans cet épisode. Cet épisode explique officiellement l'absence du personnage de Midge. |                                                |                             |                              |                      |                     |            |
| 83 (4-07) | Le Grand Bal Uncomfortable Ball Stuff          |                             | David Trainer                | 13 novembre 2001     | sur Jimmy           | 403        |
| Eric et Donna sortent en amis au grand bal de fin d'année, cependant Donna accepte mal qu'Eric se soit temporairement trouvé une nouvelle copine, très laide. Fez travaille pour un temps au magasin de photographie de Léo, mais lui et Hyde conçoivent très mal qu'il soit plus efficace qu'eux. Bob fait pour la première fois ses courses seul et rencontre une femme, Joanne, qui lui plaît. Note : Première apparition (sur douze) de Joanne. |                                                |                             |                              |                      |                     |            |
| 84 (4-08) | La Nouvelle de Donna Donna's Story             |                             | David Trainer                | 20 novembre 2001     | sur Jimmy           | 405        |
| Donna écrit une nouvelle qui reprend sa liaison avec Eric et ce dernier riposte en publiant sa propre histoire. Kelso devient accro à un jeu de flipper, au grand dam de Fez et Red et Kitty invitent Bob et sa nouvelle fiancée Joanne à venir dîner chez eux. Red déteste Joanne car elle apprend à Bob à ne plus se laisser marcher sur les pieds. Note : Tommy Chong n'apparaît pas dans cet épisode. |                                                |                             |                              |                      |                     |            |
| 85 (4-09) | Éric le mal-aimé Forgotten Son                 |                             | David Trainer                | 21 novembre 2001     | sur Jimmy           | 404        |
| Red doit tourner un film publicitaire vantant les mérites de son magasin mais il décide d'embaucher Kelso au lieu d'Eric. Kelso prend son nouveau rôle très au sérieux, jusqu'à ce qu'il décide de s'inspirer de John Travolta dans La Fièvre du samedi soir (Saturday Night Fever). Donna ayant besoin d'une présence féminine, depuis le départ de sa mère, se tourne vers Kitty et devient amie avec elle. Léo pense qu'il a hérité d'un oncle mort et emmène Hyde et Fez faire les boutiques avec lui. Eric, se sentant délaissé, s'ouvre à Jackie. Note : Don Stark n'apparaît pas dans cet épisode. |                                                |                             |                              |                      |                     |            |
| 86 (4-10) | Red et Stacey Red and Stacey                   |                             | David Trainer                | 27 novembre 2001     | sur Jimmy           | 406        |
| Pensant qu'Eric a besoin d'une nouvelle fiancée, Red décide d'inciter Stacey, caissière dans son magasin, à sortir avec son fils sans savoir qu'en réalité, les hommes mûrs l'attirent. Jackie et Donna invitent Rhonda à une séance de "relooking" pour qu'elle puisse plaire à Fez. Note : Don Stark et Tommy Chong n'apparaissent pas dans cet épisode. |                                                |                             |                              |                      |                     |            |
| 87 (4-11) | La Troisième Roue du carrosse The Third Wheel  |                             | David Trainer                | 11 décembre 2001     | sur Jimmy           | 408        |
| Les garçons se rendent au bowling où Fez et Kelso draguent des filles, tandis qu'Hyde emmène sa fiancée, Jill. Eric, se sentant délaissé, se remet profondément en question. Donna révèle à Jackie qu'elle a du mal à supporter la présence de Joanne, surtout depuis que celle-ci a dormi chez elle en compagnie de Bob. Red annonce au pasteur Dave qu'il a acheté des billets pour aller voir un match de basket-ball se déroulant le dimanche suivant, mais Dave, en raison d'obligations religieuses, ne peut se libérer. Red lui conseille alors de ne pas assurer la messe ce dimanche là mais Dave abandonne ses fonctions de pasteur. Note : Tommy Chong n'apparaît pas dans cet épisode. |                                                |                             |                              |                      |                     |            |
| 88 (4-12) | Le Noël d'Éric Forman An Eric Forman Christmas |                             | David Trainer                | 18 décembre 2001     | sur Jimmy           | 409        |
| Kitty charge Eric de donner un spectacle de noël à l'église mais tous ses amis souhaitent arranger la naissance de Jésus à leur manière. Ainsi Fez veut incarner un maître-nageur, Donna désire arriver sur une moto, Hyde souhaite endosser le petit Jésus, Jackie rêve d'être sur scène en présence d'une licorne en peluche et Kelso aimerait que les rois-mages débarquent de l'espace. Par ailleurs, Kelso en a assez que tout le monde se moque de lui en raison de ses préférences pour les dessins animés. Le pasteur Dave, furieux de ne pouvoir jouer de la guitare au spectacle d'Eric, le renvoie et décide de le remplacer mais ses amis boycottent le spectacle. Sur les conseils de Léo, ils se repentent et n'acceptent de jouer qu'en présence d'Eric. Pendant ce temps, les relations de voisinage entre Red et Bob s'enveniment. Le premier, jaloux de l'esprit de noël du second, lui vole ses décorations et refuse de les lui rendre. Note : Kevin McDonald apparaît pour la dernière fois dans la série. Il s'agit du troisième épisode de noël mais du premier à bénéficier d'un générique entièrement basé sur le thème de cette fête. Par ailleurs, quelqu'un (Tommy Chong probablement) crie "ho ho ho !" à la fin du générique. |                                                |                             |                              |                      |                     |            |
| 89 (4-13) | L'Amour ou l'argent Jackie Says Cheese         |                             | David Trainer                | 8 janvier 2002       | sur Jimmy           | 410        |
| Le père de Jackie découvre tout à propos de la relation entre sa fille et Kelso et lui coupe les vivres. Jackie doit donc se résigner à travailler dans un magasin spécialisé dans la vente de fromages. Pendant ce temps, Hyde cache de la drogue dans la chambre d'Eric. Des problèmes sexuels forcent Red à se rendre dans la chambre de son fils en quête de préservatifs. Mais Eric surprend son père et pense qu'il a découvert l'endroit où Hyde a caché sa drogue. Tous deux décident alors de s'éviter et de ne plus s'adresser la parole. Fez sollicite l'aide de Hyde, car un nouvel étudiant étranger, Tomàs, obtient beaucoup plus de succès que lui auprès des filles. Note : Tommy Chong n'apparaît pas dans cet épisode. |                                                |                             |                              |                      |                     |            |
| 90 (4-14) | La Cousine d'Éric Eric's Hot Cousin            |                             | David Trainer                | 22 janvier 2002      | sur Jimmy           | 407        |
| Penny, l'attirante cousine d'Eric qu'il avait l'habitude de martyriser lorsqu'ils étaient petits, revient chez les Forman le temps d'un épisode. Elle confie alors à Eric qu'elle aurait été adoptée et qu'ils ne seraient pas apparentés en réalité. Jalouses, Donna et Jackie tentent de recentrer l'attention des garçons sur elles. Pendant ce temps, Kitty se sent dépassée et Red pour lui remonter le moral, lui achète un poisson rouge. Note : Tommy Chong et Don Stark n'apparaissent pas dans cet épisode. |                                                |                             |                              |                      |                     |            |
| 91 (4-15) | Le Bal de la tornade Tornado Promv             |                             | David Trainer                | 5 février 2002       | sur Jimmy           | 411        |
| Une tornade force les habitants de Point Place à rester à l'endroit où ils se trouvent actuellement. Peu conscient du danger, Eric se dirige en voiture à la station radio où travaille Donna et ils s'y retrouvent bloqués puisque personne d'autre ne se trouve avec eux. En parallèle, Red, Kitty, Bob et Joanne sont coincés au sous-sol et tuent le temps en jouant. Le reste de la bande, piégé au lycée vit des aventures palpitantes: Fez croit qu'il perdra enfin sa virginité en compagnie de Rhonda, Hyde détend le coach du lycée en lui indiquant de ne pas s'effrayer à cause de la tornade et Jackie, nommée reine de l'hiver, tente de comprendre pourquoi elle n'arrive que deuxième après Kelso qui lui est élu roi. Notes : Tommy Chong n'apparaît pas dans cet épisode. Lorsque Jackie s'endort, elle rêve qu'elle joue dans une parodie du Magicien d'Oz. Elle y tient le rôle de Dorothée, Kelso celui de l'épouvantail et Hyde joue le robot. Fez incarne le lion mais s'imagine qu'il est un ours, tandis que Donna tient le rôle de la sorcière et Eric celui d'un singe. |                                                |                             |                              |                      |                     |            |
| 92 (4-16) | Le Rêve de Red Donna Dates A Kelso             |                             | David Trainer                | 5 février 2002       | sur Jimmy           | 413        |
| Jackie arrange un rendez-vous galant entre Donna et Casey, le frère aîné de Kelso (Luke Wilson). Surprise dans un premier temps, Donna tombe sous le charme du jeune homme. Eric commence lui aussi à sortir avec d'autres filles mais toutes ses relations s'avèrent sans suite. Parallèlement, Eric est nommé "viking le plus éligible" de l'année. De son côté, Fez cherche à faire l'amour avec Rhonda et est en quête d'un endroit où le faire bien. Bob s'enrichit en inventant un outil pratique et souhaite investir ses économies dans une Corvette, mais Red l'achète le premier. Note : L'épisode marque la première apparition (sur six) de Casey Kelso et la dernière de Rhonda (qui sera encore mentionnée dans deux autres épisodes.) |                                                |                             |                              |                      |                     |            |
| 93 (4-17) | Kelso top-model Leo loves Kitty                |                             | David Trainer                | 19 février 2002      | sur Jimmy           | 415        |
| En désirant apprendre à conduire la voiture de Hyde, Fez démarre en marche arrière. Il endommage l'arrière du véhicule et blesse Léo qui se trouvait dans les environs. À la suite de cela, il décide (sur les conseils de Donna) de vendre ses vêtements à Hyde afin de le dédommager. Une agence de mannequinat sélectionne Kelso et Jackie, déçue, s'en ouvre à son patron Todd. Pendant ce temps, Léo se fait soigner à l'hôpital par Kitty. Il tombe amoureux d'elle aux grands désespoirs d'Éric et de Red. Note : Christopher Masterson tient un rôle pour la première fois tandis que Don Stark n'apparaît pas dans cet épisode. |                                                |                             |                              |                      |                     |            |
| 94 (4-18) | La Saint-Valentin Kelso's career               |                             | David Trainer                | 12 février 2002      | sur Jimmy           | 414        |
| Afin de prouver à Jackie qu'il l'aime, Kelso donne ses semences à la banque du sperme. Mais Jackie lui indique que c'est inutile. Pendant ce temps, Fez tente d'empêcher de manger tous les chocolats qu'il compte offrir à Rhonda (absente mais mentionnée) mais seul Hyde parvient à le stopper. Casey pose un lapin à Donna qui lui en veut terriblement et Red rentre d'un rendez-vous chez le dentiste. Sous l'effet d'un gaz hallucinogène, il déclare à son fils qu'il l'aime. Notes : Tommy Chong et Don Stark n'apparaissent pas dans cet épisode. Troisième épisode de la Saint-Valentin. Dans la première saison, lorsqu'Eric cherche à obtenir de l'argent de la part de Red, il lui dit: "je t'aime" et ce dernier répond : "moi aussi, je t'aime". Or dans cet épisode, Red déclare que cette phrase ne veut rien dire. |                                                |                             |                              |                      |                     |            |
| 95 (4-19) | Le Baiser Jackie's Cheese Squeeze              |                             | David Trainer                | 26 février 2002      | sur Jimmy           | 416        |
| Eric surprend Jackie en train d'embrasser Todd au magasin. Il décide de lui faire comprendre qu'elle doit tout révéler à Kelso. Celui-ci, fou de rage, essaie de casser la figure de Todd mais apprend que ce dernier pratique le karaté et qu'il est ceinture noire. Pendant ce temps, Eric jure à Donna, Fez et Hyde (séparément) qu'il/elle est le/la seul(e) à qui il raconte la romance entre Jackie et Todd. Red néglige Kitty au détriment de sa voiture. Note : Christopher Masterson tient un rôle pour la dernière fois tandis que Tommy Chong n'apparaît pas dans cet épisode. |                                                |                             |                              |                      |                     |            |
| 96 (4-20) | Photo de classe Class Picture                  |                             | David Trainer                | 19 mars 2002         | sur Jimmy           | 412        |
| À l'occasion de la photo de classe, Eric tente de ne pas avoir de bouton sur la figure. Le gang cherche à écrire une phrase marquante dans le livre de l'année et chacun se remémore sa première rencontre avec les autres... Notes : Tommy Chong n'apparaît pas dans cet épisode. Les personnages de Red, Kitty et Bob n'apparaissent que dans des flashbacks ce qui explique les cheveux de Red. Tout laisse à penser au cours de cet épisode qu'Eric n'a jamais eu de sœur et qu'il est resté fils unique toute sa vie. Eric rencontre Hyde et Donna à sept ans mais dans d'autres épisodes, il affirme les connaître depuis l'enfance. |                                                |                             |                              |                      |                     |            |
| 97 (4-21) | Rira bien qui rira le dernier Prank Day        |                             | David Trainer                | 26 mars 2002         | sur Jimmy           | 417        |
| Fatigués d'être les victimes des blagues stupides de Kelso, Eric Fez et Hyde élaborent un plan de vengeance qui tourne au cauchemar lorsque Red en fait les frais. Au lieu de les punir, il se joint à eux afin de créer une farce digne de ce nom. Donna invite Jackie et Léo chez elle afin qu'ils l'aident à trouver le cadeau parfait pour l'anniversaire de mariage de ses parents. Notes : Don Stark n'apparaît pas dans cet épisode. Aucune apparition de personnage récurrent ou secondaire. |                                                |                             |                              |                      |                     |            |
| 98 (4-22) | Éric part en virée Eric's Corvette Caper       |                             | David Trainer                | 9 avril 2002         | sur Jimmy           | 418        |
| Red et Kitty partent à une réunion des anciens élèves et laissent Eric seul à la maison. Afin d'impressionner une fille, Eric emprunte la corvette de son père mais il l'abîme. Les choses empirent lorsque Red et Kitty s'aperçoivent qu'ils se sont trompés de jour et décident de rentrer plus tôt. Pendant ce temps, Jackie et Donna profitent de l'absence de Casey pour explorer sa chambre, Mais il s'avère que Kelso adore l'occuper. Note : Don Stark et Tommy Chong n'apparaissent pas dans cet épisode. |                                                |                             |                              |                      |                     |            |
| 99 (4-23) | Les 18 ans de Hyde Hyde's Birthday             |                             | David Trainer                | 23 avril 2002        | sur Jimmy           | 419        |
| Kitty charge Jackie et Fez de décorer la maison de Bob afin d'y célébrer dignement le 18e anniversaire de Hyde. Pendant ce temps, Kelso, Donna et Eric partent à la recherche du cadeau parfait pour leur ami et décident de cambrioler un panneau de signalisation. Hyde a peur de ses 18 ans parce qu'il craint que les Forman ne l'expulsent de chez eux. Il s'en ouvre alors à Léo et à Red. Note : L'épisode montre que Hyde, Kelso et Donna sont plus âgés qu'Eric. |                                                |                             |                              |                      |                     |            |
| 100 (4-24) | En avant la musique That '70s Musical          |                             | David Trainer                | 30 avril 2002        | sur Jimmy           | 421        |
| Alors qu'il se prépare à donner un concert sous la houlette d'un professeur de musique très exigeant, (Roger Daltrey), Fez croise Kitty et Red venus l'encourager et leur confie alors ses impressions. Il imagine ce qui se passerait si tous ses amis faisaient partie d'un groupe disco puis s'il était le frère de Hyde et d'Eric et qu'ils étaient les enfants de Kitty et de Red. Alors qu'il rencontre Bob et Léo, ceux-ci lui apprennent qu'ils n'ont pas vu ses amis. Déçu, Fez pense alors qu'ils sont trop égoïstes pour penser à lui puis croit que Kelso, Donna, Hyde et Eric font semblant de l'aimer et qu'en réalité ils se moquent de lui dans son dos. Eric, Jackie, Hyde, Donna et Kelso arrivent alors en s'excusant de leur retard et en disant à Fez qu'ils n'auraient jamais manqué son concert. Pour justifier leur absence, ils expliquent qu'ils savaient que le professeur de musique détestait Fez et qu'ils sont passés arranger sa maison à leur manière avant de se rendre à l'auditorium. |                                                |                             |                              |                      |                     |            |
| 101 (4-25) | Fausse alarme eric's False Alarm               |                             | David Trainer                | 7 mai 2002           | sur Jimmy           | 420        |
| Eric suit Donna dans un motel parce qu'il craint que Casey (non présent mais mentionné) lui fasse du mal. Pendant ce temps, Kelso se déniche une place de conducteur de train afin que Jackie ne le trompe pas et Bob, ayant divorcé de Midge, souhaite épouser Joanne. Red et Kitty décident d'intervenir. Note : Tommy Chong apparaît pour la dernière fois avant son arrestation. Il ne figurera pas dans les deux épisodes suivants et ne reviendra qu'à partir de la saison 7. |                                                |                             |                              |                      |                     |            |
| 102 (4-26) | Tout le monde aime Casey Everybody Loves Casey |                             | David Trainer                | 14 mai 2002          | sur Jimmy           | 422        |
| Eric menace Casey de lui faire très mal si jamais il s'en prend physiquement à Donna. Curieusement, tout le monde semble apprécier Casey lors du barbecue annuel donné par Red. Kelso explique à Jackie pourquoi il l'a trompée tandis que Fez rompt avec Rhonda (non présente mais mentionnée.) Note : Tommy Chong et Don Stark ne figurent pas dans cet épisode. |                                                |                             |                              |                      |                     |            |
| 103 (4-27) | La Corde au cou Love Wisconsin Style           |                             | David Trainer                | 21 mai 2002          | sur Jimmy           | 423        |
| Au retour d'un rendez-vous médical, Eric et Kitty surprennent Donna (ivre) et Casey en train de sécher les cours. Plus tard, Casey avoue à Donna qu'il ne l'aime pas vraiment et décide de rompre avec elle. Mis au courant, Bob et Joanne ne parviennent plus à faire feu d'autorité envers la jeune fille, si bien que Red se résout à agir. Donna décide de ressortir avec Eric, mais celui-ci ne veut pas être regardé comme le numéro deux et la rejette. Pendant ce temps, Jackie cherche également à se remettre avec Kelso qui lui aussi la fuit. Fez et Hyde volent un poisson mort et tentent de s'en débarrasser en faisant une blague à quelqu'un avec. Pendant ce temps, Donna part rejoindre sa mère en Californie et Kelso l'accompagne, trouvant que Jackie le colle trop. Eric décide de rester sur le lit de Donna et de l'attendre. Note : Tommy Chong ne figure pas dans cet épisode, bien qu'il soit mentionné au générique. À cause de son arrestation, son nom et son image seront supprimés du générique d'ouverture à partir du prochain épisode. |                                                |                             |                              |                      |                     |            |